# Smalls Jazz Club
Ne pas confondre avec le Small's Paradise.
Le Smalls Jazz Club est un club de jazz new-yorkais situé au 183W de la 10e rue, au sud de la septième Avenue, à Greenwich Village. Cette salle underground a dû fermer en 2003 après dix ans d'exploitation, avant d'être finalement rénovée et rouverte en 2007. Le Smalls Jazz Club est parmi les plus renommés de la scène jazz actuelle de New York.

## Histoire

### Les débuts
Le Smalls a été ouvert en 1993 par le violoniste de bluegrass et impresario de jazz Mitchell "Mitch" Borden, ancien infirmier et instituteur. Situé en sous-sol, il accueillait une cinquantaine de clients, dans une atmosphère enfumée, jeune, "bohème" et bavarde. Ce club ne servait pas d'alcool, mais chacun pouvait apporter ses propres bouteilles. Plusieurs concerts avaient lieu le même soir, et les sessions (qui débutaient tous les soirs à 22h30) pouvaient se terminer à 6 heures du matin. Le prix de l'entrée était alors de 10 dollars.

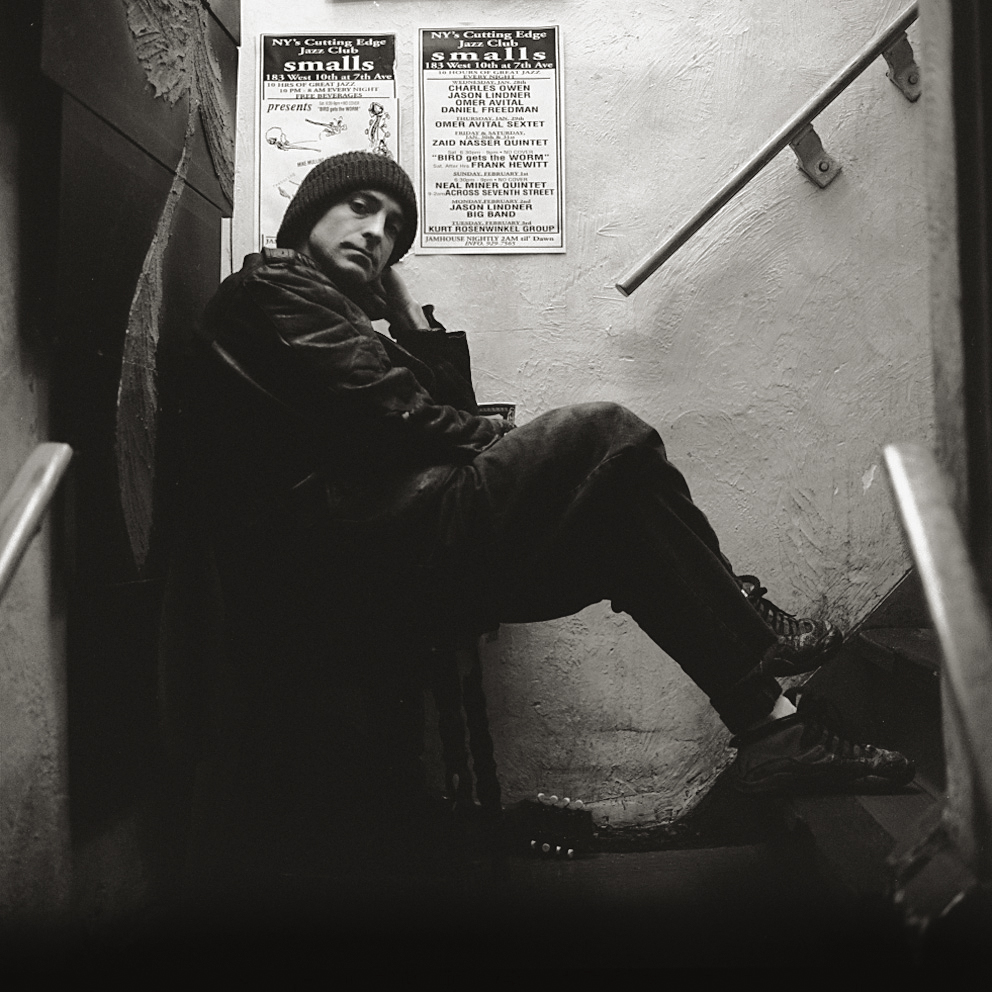
Mitch a la caisse 1998

Rapidement, le Smalls est devenu le lieu de rencontre tardif des musiciens new-yorkais de toutes générations, beaucoup de jeunes musiciens venant y accompagner de grandes figures de la scène jazz comme Frank Hewitt, Tommy Turrentine, Bubba Brooks (en) ou Herman Foster (en).
Le label Universal Records (Impulse!), qui décèle en 1998 le potentiel de cette nouvelle génération de musiciens de jazz, y enregistre six albums Live At Smalls. Quelques-uns de ces jeunes musiciens sont maintenant bien connus, comme Brad Mehldau, Kurt Rosenwinkel, Joshua Redman, Brian Blade, Roy Hargrove, Peter Bernstein (en), Mark Turner, Ned Goold, Larry Goldings, Joe Magnarelli, Guillermo Klein et Norah Jones.

### De 2003 à 2007
Les difficultés financières croissantes de Mitch Borden le conduisent à fermer le Smalls le 31 mai 2003. La période est difficile pour les petits clubs de jazz, qui souffrent de la baisse de fréquentation de l'après 11-septembre, et selon Mitch Borden de l'augmentation des loyers dans ce quartier de New York ainsi que du smoking ban qui interdit de fumer dans les lieux publics. A l'emplacement du Smalls s'ouvre un bar brésilien.
Les concerts du Smalls se replient alors dans une salle de billard voisine, le Fat Cat Club, qui ne peut ouvrir que quatre soirs par semaine et jusqu'à 2 heures du matin.

### Depuis 2007
En février 2007, les musiciens Spike Wilner et Lee Kostrinsky s'associent à Mitch Borden pour rouvrir le Smalls. Le club est entièrement restauré et redécoré, l'acoustique est améliorée, et un bar permet d'y servir toutes les boissons. Le prix de l'entrée est maintenant de 20 dollars et le premier set commence à 19h30. Le club rénové a présenté Sacha Perry, Aaron Johnson, Leon Parker, Jimmy Cobb, Kevin Hays, Ethan Iverson, Jim Rotondi et Neal Smith.
Tous les concerts sont diffusés en live sur le site internet du club, et sont disponibles en réécoute.

## Smalls Live, label indépendant
Les nouveaux propriétaires du Smalls ont créé leur propre label de jazz, Smalls Live, qui édite certains concerts du club, et distribué par Harmonia Mundi :
- Planet Jazz - Live At Smalls (8 et 9 janvier 2010)
- Ethan Iverson Trio - Live At Smalls (16, 17, 18 novembre 2009)
- Jim Rotondi Quintet - Live At Smalls (21 et 22 octobre 2009)
- Seamus Blake Quintet - Live At Smalls (31 août et 1er septembre 2009)
- Neal Smith Quintet - Live At Smalls (23 et 24 août 2009)
- Ian Hendrickson-Smith Septet - Live At Smalls (8 et 9 février 2008)
- Steve Davis (en) Quintet - Live At Smalls (7 et 8 janvier 2009)
- Peter Bernstein (en) Quartet - Live At Smalls (17 et 18 décembre 2008)
- David Kikoski (en) Trio - Live At Smalls (18 et 19 novembre 2008)
- Kevin Hays, Doug Weiss, Bill Stewart - Live At Smalls (13 et 14 août 2008)
- Ryan Kisor (en) Quintet - Live At Smalls (16 et 17 mai 2008)

## Discographie Impulse!The Smalls Years
- Jazz Underground: Live At Smalls (compilation)
- Omer Avital Group: Kentucky Girl
- Charles Owens Quartet: Scenic Roots
- Jason Lindner Big Band: Exophony
- Zaid Nasser Quartet: Everything Happens To Me
- Across 7th Street: The Kettle Is Whistling
- Frank Hewitt Sextet: Prince Albert

## Autres enregistrements au Smalls
- Cyrille Aimée : Cyrille Aimée & Friends, Live at Smalls
- Yves Brouqui - Live at Smalls (Elabeth, 2001)
- Richie Vitale Quintet - Live At Smalls (TCB Records, 1997)
- Kurt Rosenwinkel – Live At Smalls, Vol. 1 (Bootleg, 1999)
- Kurt Rosenwinkel - East Coast Love Affair – (Fresh Sound, 1996 )